# Tüköry-kastély (Diósszentpál)
A diósszentpáli Tüköry-kastély egy historizáló-szecessziós főúri kastély Horvátországban, Diósszentpál településen.

## Fekvése
Diósszentpál északi részén, a főutca keleti oldalán található.

## Története
A település azután jött létre, hogy 1904-ben Tüköry Alajos szlavón parlamenti képviselő özvegye Falkenberg Paula Mária nevű lánya számára kastélyt építtetett ide. Róla nevezték el az épületet németül Marienhofnak, illetve horvátul Marijin dvornak. A Tüköry család még az I. világháború előtt eladta itteni birtokát a Kulmer családnak, majd tőlük a szalézi rend vásárolta meg. A rend 1941 és 1945 között iskolát működtetett a kastélyban. A kastélyt 1945 után államosították és elemi iskola működött benne.

## Mai állapota
A kastélyt 1904-ben Foerk Ernő és Sándy Gyula budapesti építészek tervei szerint építették historizáló-szecessziós stílusban. Az épületet elsősorban a vadászati évszakban történő használatra illetve nyaralónak szánták, de alkalmas volt az egész évbeni itt tartózkodásra is. A kastély főtömbje négyzetes alaprajzú, északkeleti sarkán neoromán stílusú hengeres toronnyal, melynek délnyugati oldalához egy kisebb, de magasabb a saroktorony tetőteraszára vezető lépcsőtorony csatlakozik. A kastély főtömbjének északnyugati részén alacsonyabb, kúp alakú toronysisakkal fedett saroktorony található. A főtömb nyugati oldalához egy, a kiszolgáló helyiségeket tartalmazó, földszintes épületszárnyat építettek. Belsejének központi része a két emelet magasságú, dongaboltozatos csarnok, melynek pompáját díszes falfestés, tölgyfakorlátos lépcső, a fába illesztett domborművek, vízmedence és egy nagyméretű márványkandalló emeli. Ehhez csatlakoznak a földszinten az ebédlő és a vendégszobák. A család lakószobái az emeleten találhatók. A kastélyból pompás kilátás nyílik az épület alatti völgyre. Az épület ma eléggé leromlott állapotban áll. Mögötte park terült el. A kastélyhoz egyéb kiszolgáló épületek istállók, kocsiszínek, növényház és személyzeti lakások tartoztak, melyek kissé távolabb helyezkedtek el.